# Hardi les gars !
Hardi les gars ! és una pel·lícula francesa de Maurice Champreux estrenada el 1931. Aquesta pel·lícula va portar com a primer títol Le Facteur du Tour de France.

## Argument
Al carter Biscot no li agrada l'esport, però per seduir Diana, campiona de natació, decideix fer-se ciclista. Aprèn a anar en bicicleta i aconsegueix prendre la sortida del Tour de França. Arriba en darrera posició a cada etapa però, després d'un error, arriba primer al Parc dels Prínceps.

## Repartiment
- Georges Biscot : Biscot
- Diana : Laure Langevin
- Paul Menant : Chocart
- Mona Goya : Yvette
- Georges Cahuzac
- Henri Kerny
- Jeanne Cheirel
- Lily Scott